# Falsterbokanalen
Falsterbokanalen er en 1600 m lang kanal i det sydvestlige Skåne i Sverige, som leder søfarten gennem Falsterbonäset fra Østersøen til Øresund. Selve den rute, som skibene har skullet følge, er 27 km lang.
Kanalen er forsynet med en sluse, som kan forhindre stærk strøm gennem kanalen, når forskellen i vandstanden i de to farvande er stor. Broen over kanalen var den midlertidige (1934-1937) interim Knippelsbro fra København, den blev installeret med delvist dansk arbejdskraft og var på plads den 4. oktober 1940. Den blev i 1991 erstattet af en ny. Broen åbnedes tidligere efter behov, men har nu et fast tidsskema. Man drøfter i øjeblikket at lade broen fjernstyre fra Malmø. 
Oprindelig var kanalen 6,7 m dyb, men det er nu reduceret til 5 m. I dag kan fartøjer over 5.000 t ikke passere, så kanalen fungerer mest som genvej for lystbåde og som havn for småbåde.

## Historie
Mårten Dahn havde allerede i 1884 fremlagt et forslag i riksdagen om att bygge en kanal for, at skibe skulle undgå at passere Falsterbo Rev. I 1896 begyndte fiskere i Skanör selv at bygga en kanal, men måtte opgive.
Ved udbruddet af 2. verdenskrig nægtede Tyskland at respektere den svenske territorialfarvandsgrænse på fire sømil, men hævdede en tremilsgrænse. For svensk søfart var det en væsentlig forskel, efter som alle skibe med en dybgang på mellem 4 og 7 meter kunne passere inden for firemilsgrænsen men ikke inden for tremilsgrænsen ud for Falsterbonæsset. Den 25. november 1939 udlagde tyskerne søminer ind til den svenske tremilsgrænse ved Falsterbonæsset. Det betød, at svenske handelsskibe ikke sikkert kunne komme ind i eller ud af Østersøen. Skibe med en dybgang over cirka 4 meter måtte omlaste enten i Malmø eller Trelleborgs og Ystads havne. 
Den 17. november 1939 fik Väg- och vattenbyggnadsstyrelsen til opgave at undersøge muligheden for et kanalbyggeri. Undersøgelsen blev klar på tre uger, og beslutning om at bygge blev taget den 22. december samme år. Den 3. januar 1940 startede arbejdet. Arbejdet forceredes hvilket indebar, at den beregnede anlæggelsesomkostning på syv mio. blev overskredet med en faktor 3. Den 1. august 1941 passerede det første passagerskib gennem kanalen, men søvejen blev først helt færdig et år senere. Efter færdiggørelsen gik, mens krigen varede, mange skibe gennem kanalen, således færgen mellem København og Bornholm. Det blev udnyttet som en flugtmulighed fra Danmark, idet danskere hoppede over bord i kanalen og svømmede i land.
Oprindelig var kanalen 6,7 m dyb, men det er nu reduceret til 5 m. I dag kan fartøjer over 5.000 t ikke passere, og disse sejler nu uden om Falsterbo Rev. Nu fungerer kanalen mest som genvej for lystbåde og som havn for småbåde.
I 1991 byggedes en ny bro - som erstatning for den gamle nittede gitterbro med kørebane i træ - i forbindelse med, att länsväg 100 ombyggedes til at gå nord om Höllviken i stedet for gennem byens centrum. Broen over kanalen blev tidligere åbnet, når der var behov for det og efter kanalmesterens vurdering, men senere er indført et fast tidsskema for åbning. Det har været diskussioner om helt at tage kontroltårnet ud af brug og i stedet fjernstyre broen fra Malmø.